# Costulostega foramen
Costulostega foramen is een mosdiertjessoort uit de familie van de Chorizoporidae. De wetenschappelijke naam van de soort is, als Chorizopora foramen, voor het eerst geldig gepubliceerd in 1967 door Powell.